# Kanton La Région Limouxine
La Région Limouxine (tot 2015 Kanton Limoux) is een kanton van het Franse departement Aude. Het kanton maakt deel uit van het arrondissement Limoux.
De naam van het kanton werd gewijzigd door het decreet van 27 december 2015, met uitwerking op 1 januari 2016.

## Gemeenten
Het kanton Limoux omvatte tot 2014 de volgende 23 gemeenten:
- Ajac
- Alet-les-Bains
- La Bezole
- Bouriège
- Bourigeole
- Castelreng
- Cépie
- Cournanel
- La Digne-d'Amont
- La Digne-d'Aval
- Festes-et-Saint-André
- Gaja-et-Villedieu
- Limoux (hoofdplaats)
- Loupia
- Magrie
- Malras
- Pauligne
- Pieusse
- Saint-Couat-du-Razès
- Saint-Martin-de-Villereglan
- Tourreilles
- Véraza
- Villelongue-d'Aude

Bij de herindeling van de kantons door het decreet van 21 februari 2014 , met uitwerking op 22 maart 2015, werden daar  volgende 12 gemeenten aan toegevoegd: 
- Belcastel-et-Buc
- Caunette-sur-Lauquet
- Clermont-sur-Lauquet
- Gardie
- Greffeil
- Ladern-sur-Lauquet
- Pomas
- Saint-Hilaire
- Saint-Polycarpe
- Villar-Saint-Anselme
- Villardebelle
- Villebazy